# Pseudoscapanorhynchus
Pseudoscapanorhynchus is een geslacht van uitgestorven makreelhaaien, dat leefde tijdens het Krijt. Het bevat als enige geldige soort Pseudoscapanorhynchus compressidens. Het is gevonden in Europa, Azië en Noord-Amerika.